# Васик, Рышард
Рышард Зыгмунт Васик (пол. Ryszard Zygmunt Wasik; 2 мая 1931 года, Сосновец — 22 марта 2021 года, Щецин) — польский мастер-капитан торгового флота, депутат Сейма ПНР VI каденции.

## Биография
Сын Бронислава и Ирены. В возрасте 14 лет сбежал из дома в Домброва-Гурнича, отправившись в Гдыню, где был принят на рыбацкую лодку, а в 1946 году поступил на курсы морской работы в Национальном центре морского образования. Также окончил школу юнг, был направлен на фрегат «Дар Поморья» и начал учиться в гимназии. В 1949 году принят в Государственную морскую школу в Щецине, которую окончил через три года, при этом ему запретили плавать и селиться возле моря. Однако, вернувшись в Гдыню, записался палубным на корабль «МС Бенёвски». В конце концов ему было разрешено жить на берегу. Стал портовым лоцманом, а в 1956 году ему было восстановлено право плавания, после чего поступил на службу в Польское морское пароходство. Получил звание лейтенанта малого флота и начал службу на буксире «Бук», однако после первого рейса Комитет общественной безопасности под угрозой запрета на плавания потребовал от него сотрудничества, и в результате вернулся в Гдыню. Ходил на кораблях Польских океанских линий в качестве третьего помощника. Вернувшись в Польское морское пароходство, получил звание второго и первого помощника капитана, а в 1960 году получил диплом мастер-капитана торгового флота (высшее звание). После нескольких плаваний был отправлен в Румынию строить корабли, а затем вернулся к плаванию. В 1972 году избран депутатом Сейма Польской Народной Республики от Щецинского избирательного округа от Польской объединенной рабочей партии. Был членом Комитета морской экономики и судоходства и Комитета по внешней торговле. Также был директором по делам сотрудников Польского морского пароходства и в течение пяти лет консулом по морским делам в Нью-Йорке. После своего возвращения снова плавал на кораблях, до самого выхода на пенсию в 1991 году. Также читал лекции в Учебном центре морских спасателей Морского университета.
Умер 22 марта 2021 года, через девять дней был похоронен на Центральном кладбище в Щецине.